# 船越町 (大阪市)
船越町（ふなこしちょう）は、大阪府大阪市中央区の町名。現行行政地名は船越町一丁目および船越町二丁目。

## 地理
大阪市中央区の北部に位置。北は釣鐘町、南は内平野町、東は谷町一丁目、西は松屋町筋を挟んで東高麗橋にそれぞれ接する。東西に長い地域で、東が一丁目、西が二丁目である。

## 歴史
1872年（明治5年）に北革屋町1 - 2丁目を船越町に編入し、船越町1 - 2丁目となった。

### 町名の由来
江戸時代に船越駿河守の蔵屋敷があったことに由来する。

## 世帯数と人口
2019年（平成31年）3月31日現在の世帯数と人口は以下の通りである。
| 丁目         | 世帯数  | 人口  |
| ------------ | ------- | ----- |
| 船越町一丁目 | 165世帯 | 242人 |
| 船越町二丁目 | 356世帯 | 459人 |
| 計           | 521世帯 | 701人 |

### 人口の変遷
国勢調査による人口の推移。
| 1995年（平成7年）  | 237人 | [ 5 ] |  |
| 2000年（平成12年） | 358人 | [ 6 ] |  |
| 2005年（平成17年） | 597人 | [ 7 ] |  |
| 2010年（平成22年） | 555人 | [ 8 ] |  |
| 2015年（平成27年） | 628人 | [ 9 ] |  |

### 世帯数の変遷
国勢調査による世帯数の推移。
| 1995年（平成7年）  | 119世帯 | [ 5 ] |  |
| 2000年（平成12年） | 199世帯 | [ 6 ] |  |
| 2005年（平成17年） | 408世帯 | [ 7 ] |  |
| 2010年（平成22年） | 375世帯 | [ 8 ] |  |
| 2015年（平成27年） | 451世帯 | [ 9 ] |  |

## 事業所
2016年（平成28年）現在の経済センサス調査による事業所数と従業員数は以下の通りである。
| 丁目         | 事業所数  | 従業員数 |
| ------------ | --------- | -------- |
| 船越町一丁目 | 103事業所 | 1,029人  |
| 船越町二丁目 | 91事業所  | 826人    |
| 計           | 194事業所 | 1,855人  |

## 施設
- 大阪府宅地建物取引業協会
- 長谷川体育施設関西支店

## 交通

### 鉄道
- 最寄り駅は京阪電気鉄道・Osaka Metroの天満橋駅。

### 道路
主要地方道
- 大阪市道天神橋天王寺線（松屋町筋）

## その他

### 日本郵便
- 〒540-0036[3]（集配局：大阪東郵便局[11]）